# Severin Lüthi
Severin Lüthi, né le 5 janvier 1976, est un ancien joueur suisse de tennis, reconverti en entraîneur. Capitaine actuel de l'Équipe suisse de Coupe Davis, il a également été l'entraîneur de Roger Federer de 2007 à 2022.

## Biographie
Severin Lüthi grandit à Stettlen, dans le canton de Berne. Après trois années passées comme joueur de tennis (1993-1996), il abandonne ce sport à 20 ans pour suivre un apprentissage de commerce dans l'entreprise de son père. N'ayant atteint que la 662e place mondiale au classement ATP, il compte à son palmarès une 2e place en double lors du tournoi Satellite de Suisse n°1 en 1996. Il a participé au tournoi de Bâle en 1995 et 1997 et au tournoi de Gstaad à trois reprises.
Il fait un bref séjour à l'université, pour ensuite revenir au sport : d'abord le football, puis en tant qu'entraîneur assistant de l'équipe suisse de Coupe Davis en 2002 lorsque Peter Carter meurt dans un accident de voiture en Afrique du Sud. Il est promu capitaine de l'équipe trois ans plus tard. Il remplace en effet Marc Rosset en tant que capitaine de l'équipe suisse de Coupe Davis en 2005, après avoir été capitaine des joueuses de la Fed Cup. En 2014, son équipe remporte la Coupe Davis.
Entraîneur principal de Roger Federer de 2007 à 2022, il voyage aussi régulièrement avec Stanislas Wawrinka.